# Темплин
Темплин (нем. Templin, пол. Tęplin) — город в Германии, в земле Бранденбург.
Входит в состав района Уккермарк. Занимает площадь 377,06 км². Официальный код — 12 0 73 572.
Город подразделяется на 24 городских района.

## Политика

### Городской совет
Городской совет Темплина состоит из 28 членов и штатного мэра со следующим распределением мест:
| артия / группа избирателей                     | места |
| ---------------------------------------------- | ----- |
| СДПГ                                           | 5     |
| ХДС                                            | 5     |
| АдГ                                            | 5     |
| Левая                                          | 4-й   |
| Группа избирателей Uckermärker Heide           | 3     |
| Альянс 90 / Зеленые                            | 3     |
| Сообщество избирателей, приверженных гражданам | 2     |
| СДП                                            | 1     |

(По состоянию на: местные выборы 26 мая 2019 г. ).

### Мэр
- 1990–2010: Ульрих Шёнейх (СДПГ, с 2005 года независимый)[2]
- с 2010: Детлеф Табберт

Во втором туре выборов 14 марта 2010 г. Табберт был избран мэром, набрав 63,4% действительных голосов. На выборах мэра 14 января 2018 года он был утвержден на должности еще на восемь лет, набрав 61,1% действительных голосов.

### Герб
Герб: «серебряный, посыпанный 14 зелеными листьями клевера, красный орёл в золотой броне».

## Население
| Год  | Численность | Численность |
| ---- | ----------- | ----------- |
| 1990 | 18 884      | [ 5 ]       |
| 2000 | 18 273      | [ 5 ]       |
| 2010 | 16 455      | [ 6 ]       |
| 2020 | 15 636      | [ 7 ]       |
| 2021 | 15 540      | [ 8 ]       |
| 2022 | 15 599      | [ 9 ]       |
| 2023 | 15 604      | [ 10 ]      |

## Фотографии

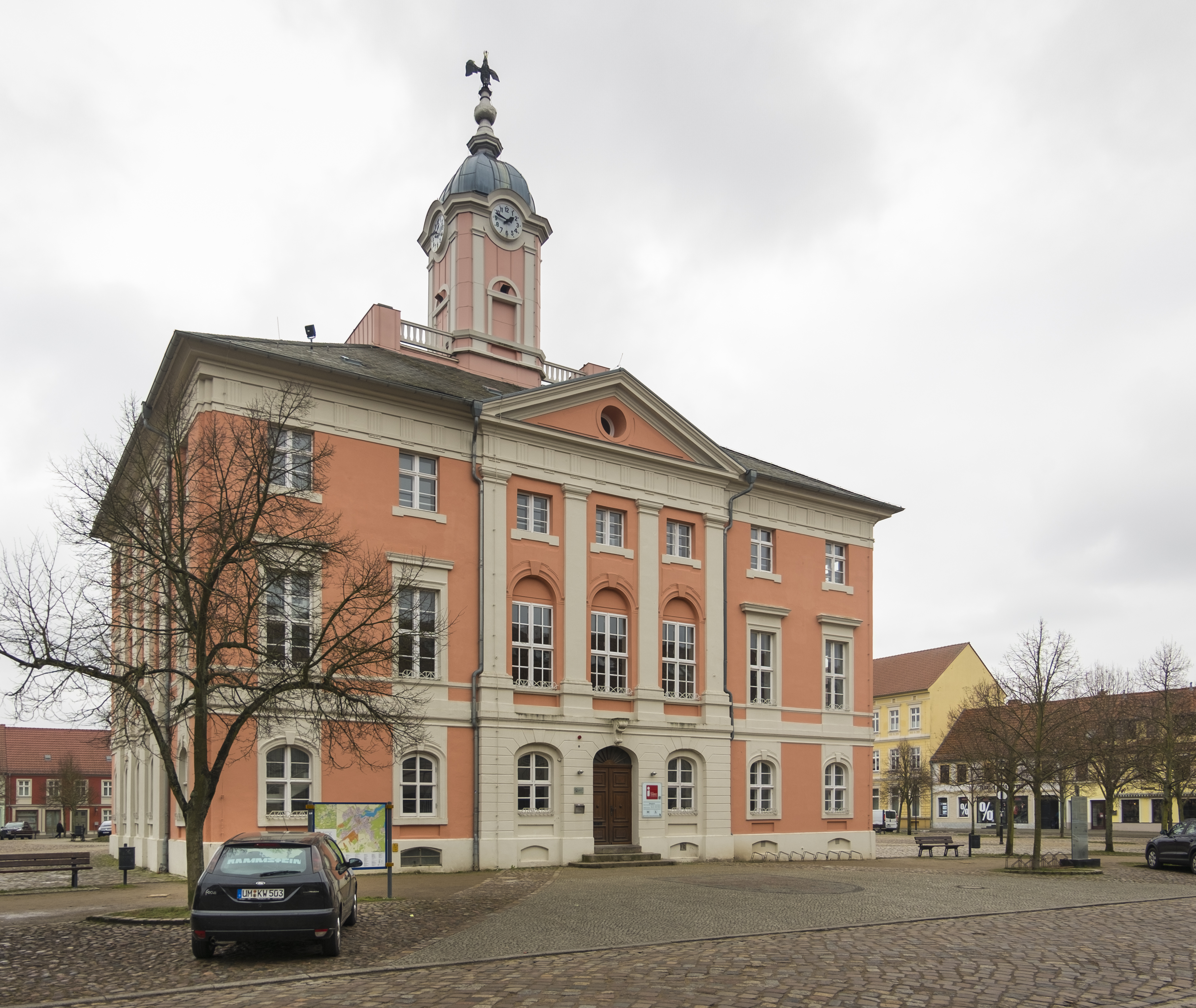
Историческое здание ратуши
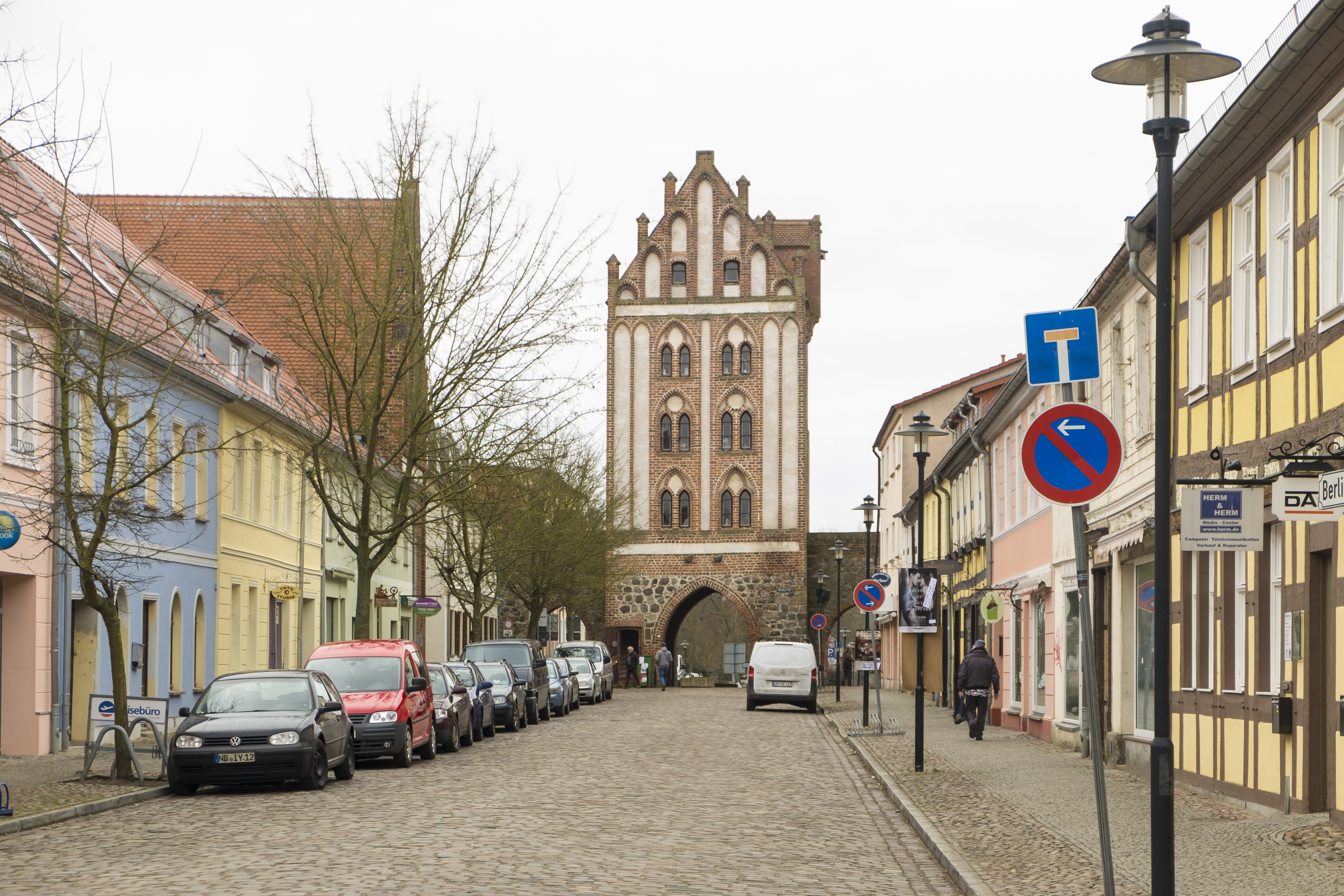
Берлинские ворота, на берлинской улице
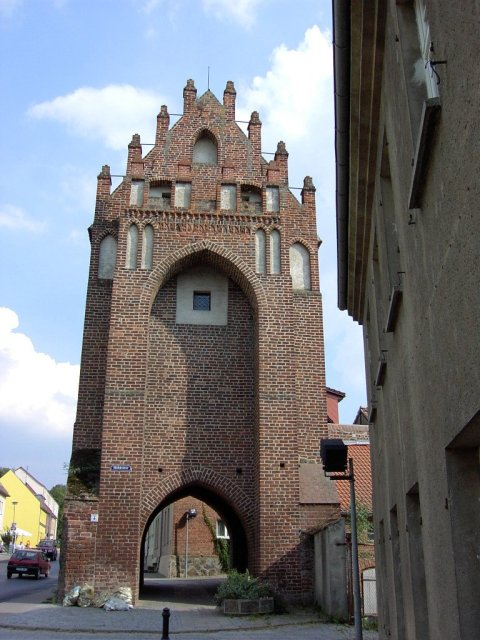
Мельничные ворота, одни из двух городских ворот
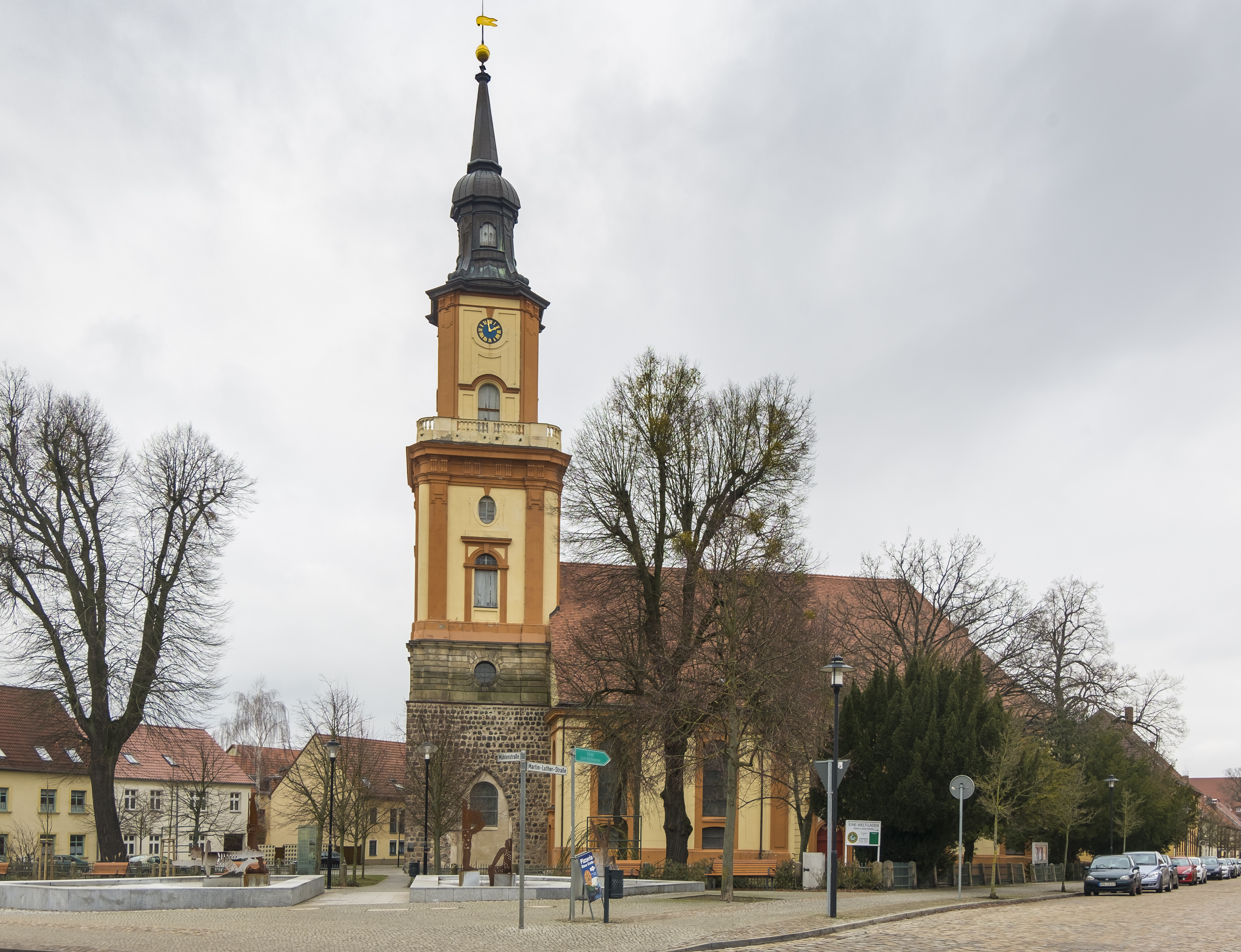
Церковь Св. Марии Магдалены
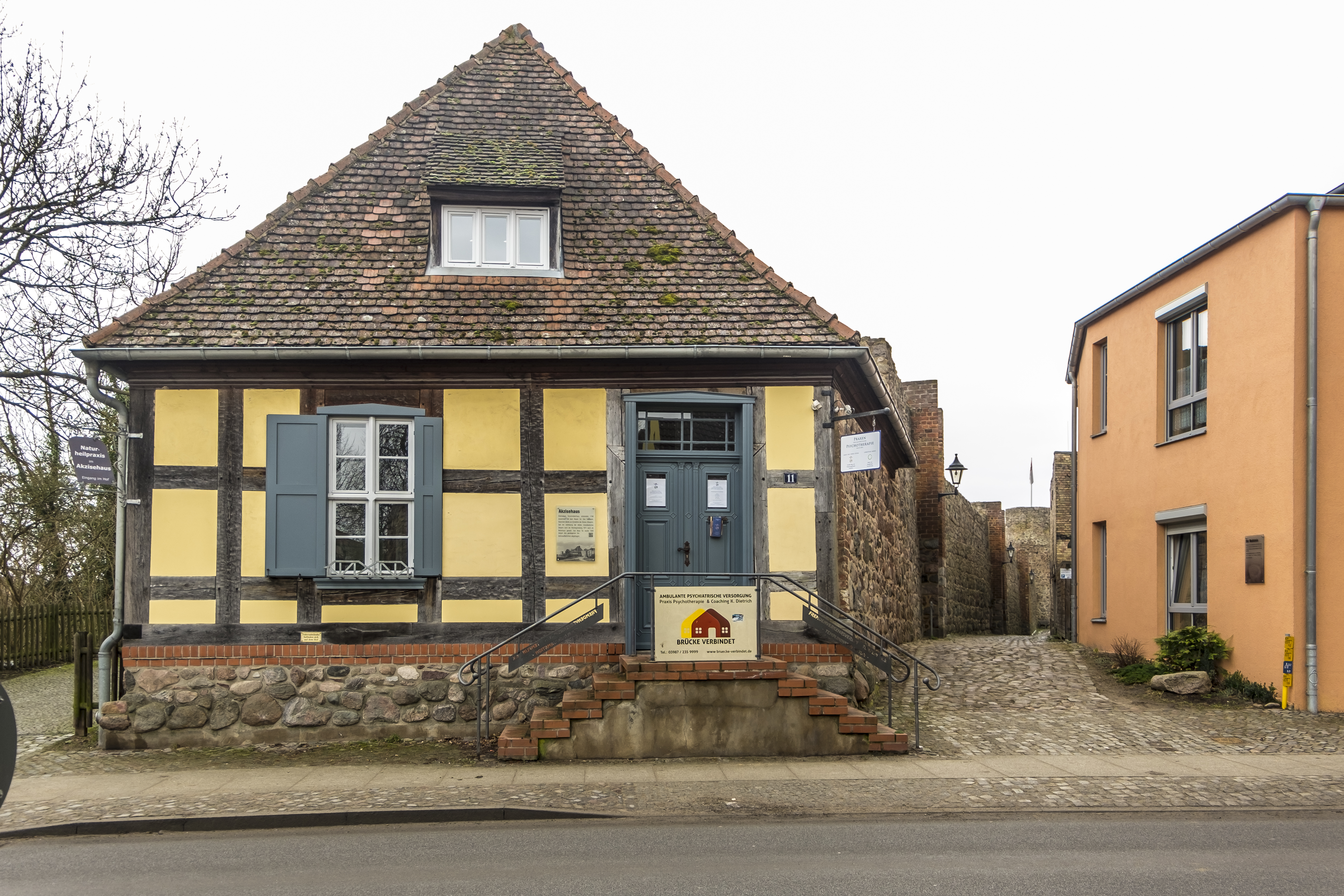
Акцизный дом
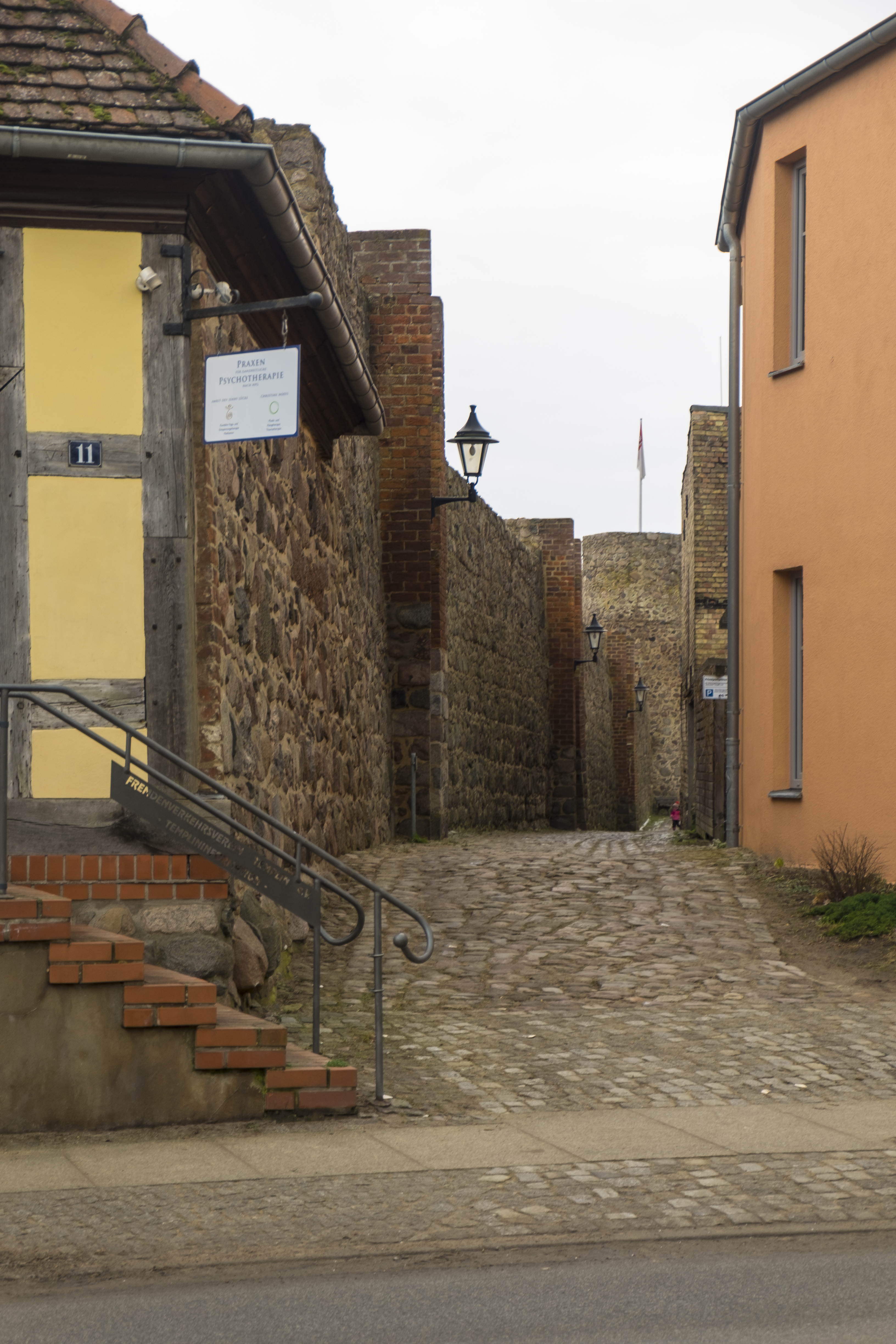
Городская стена
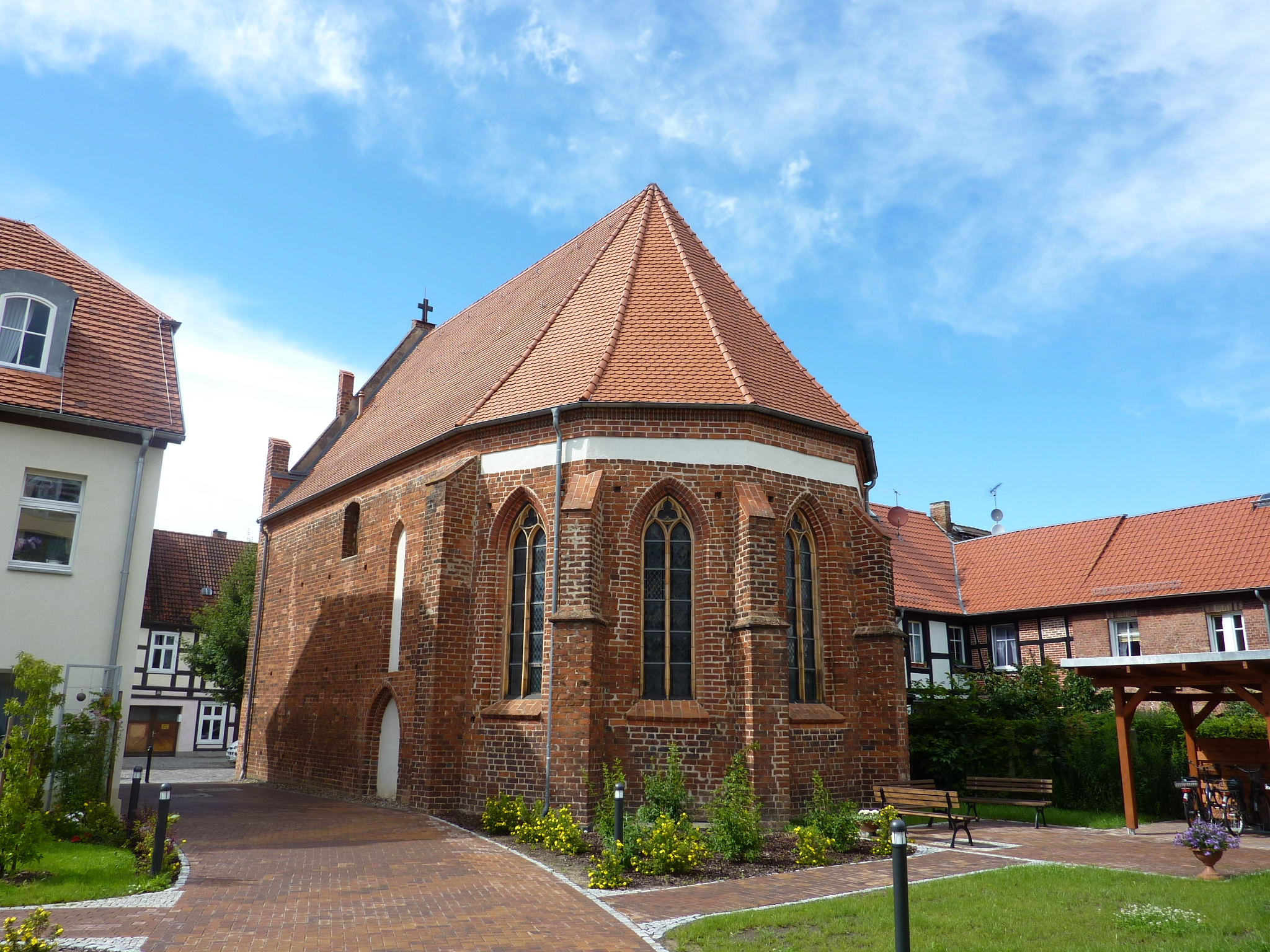
Капелла Св. Георга
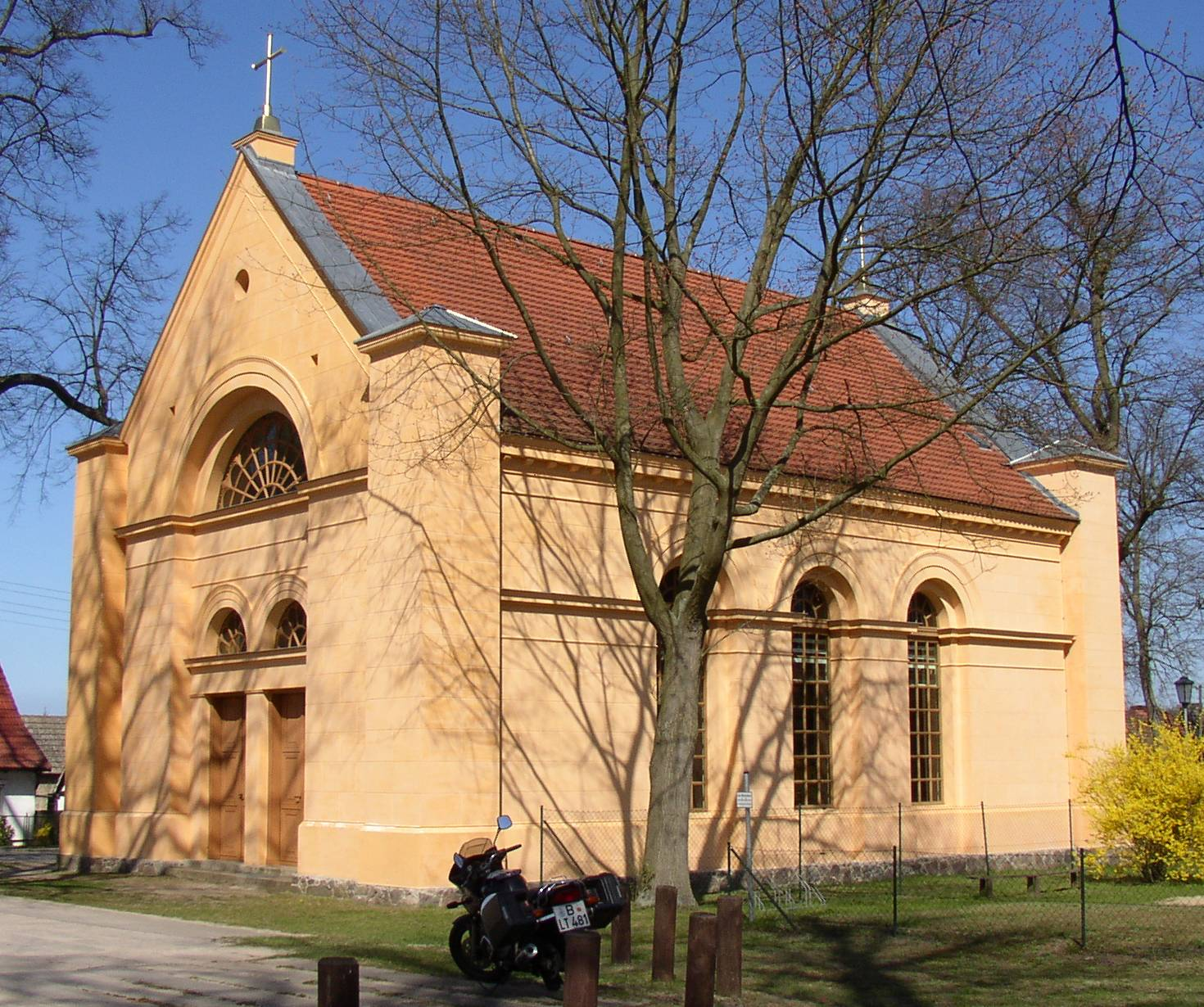
Церковь в Анневальде
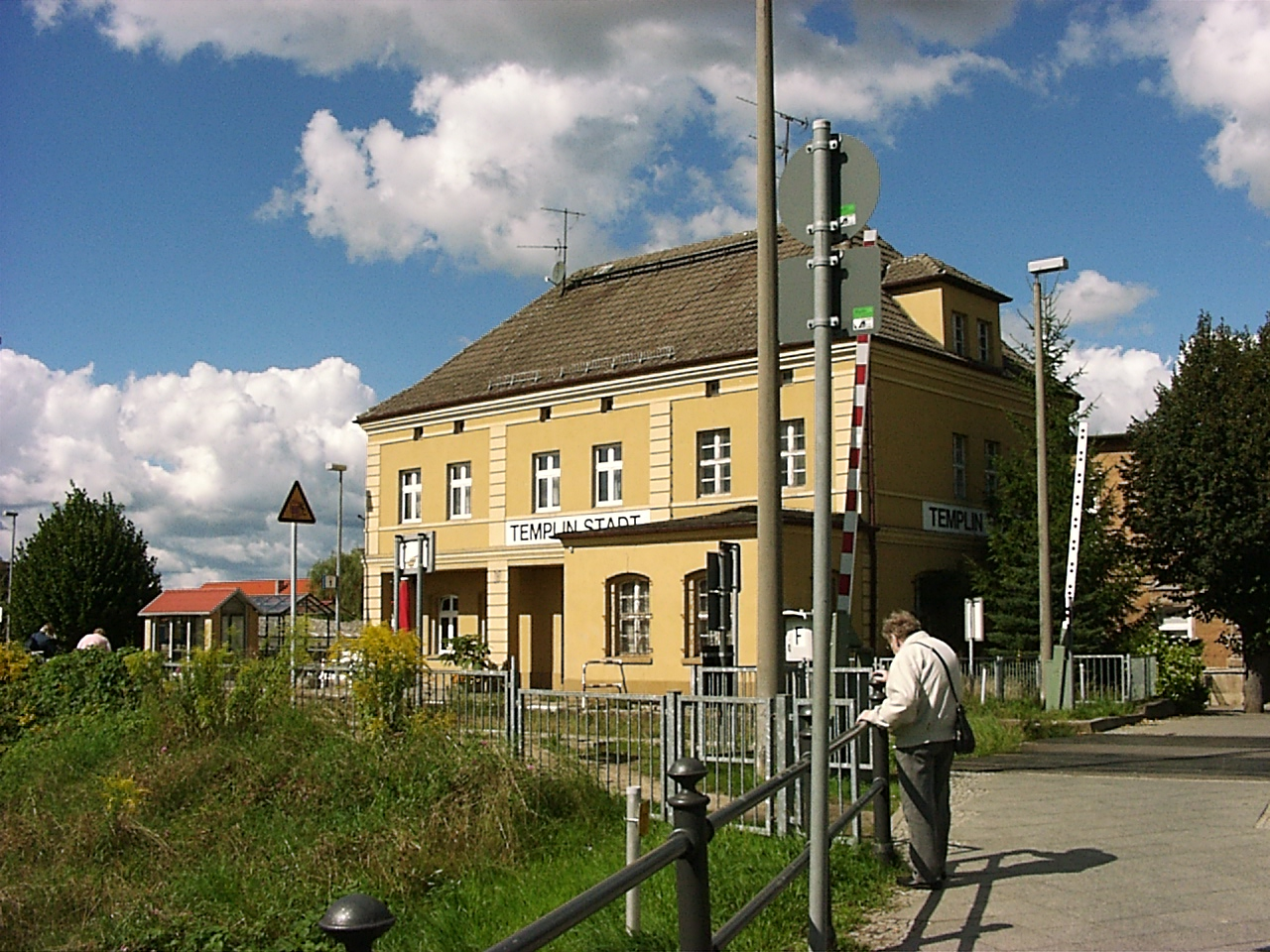
Городской вокзал

## Известные жители
В 1957 году из Гамбурга в город Темплин переехали родители Ангелы Меркель и все школьные годы будущего 34-го канцлера Германии прошли именно здесь.